# Сафронов, Евгений Алексеевич
Евгений Алексеевич Сафронов (22.02.1916, Москва — 18.06.1992, там же) — советский инженер, конструктор, специалист в области разработки ядерных боеприпасов.

## Биография
В 1940 году окончил Московский авиационный институт.
В 1932—1945 гг. работал на предприятиях Москвы.
В 1945—1986 гг. ведущий конструктор, начальник конструкторского отдела ВНИИА.

## Награды и звания
Кандидат технических наук.
Лауреат Ленинской премии 1960 г. за участие в разработке ядерных боеприпасов для первой межконтинентальной баллистической ракеты Р-7.
Награждён орденами «Знак Почёта» (1950), Октябрьской Революции (1971), Трудового Красного Знамени (1977), медалями «За доблестный труд в Великой Отечественной войне 1941—1945 гг.», «За доблестный труд. В ознаменование 100-летия со дня рождения В. И. Ленина».